# Kulturfabrik (Esch an der Alzette)

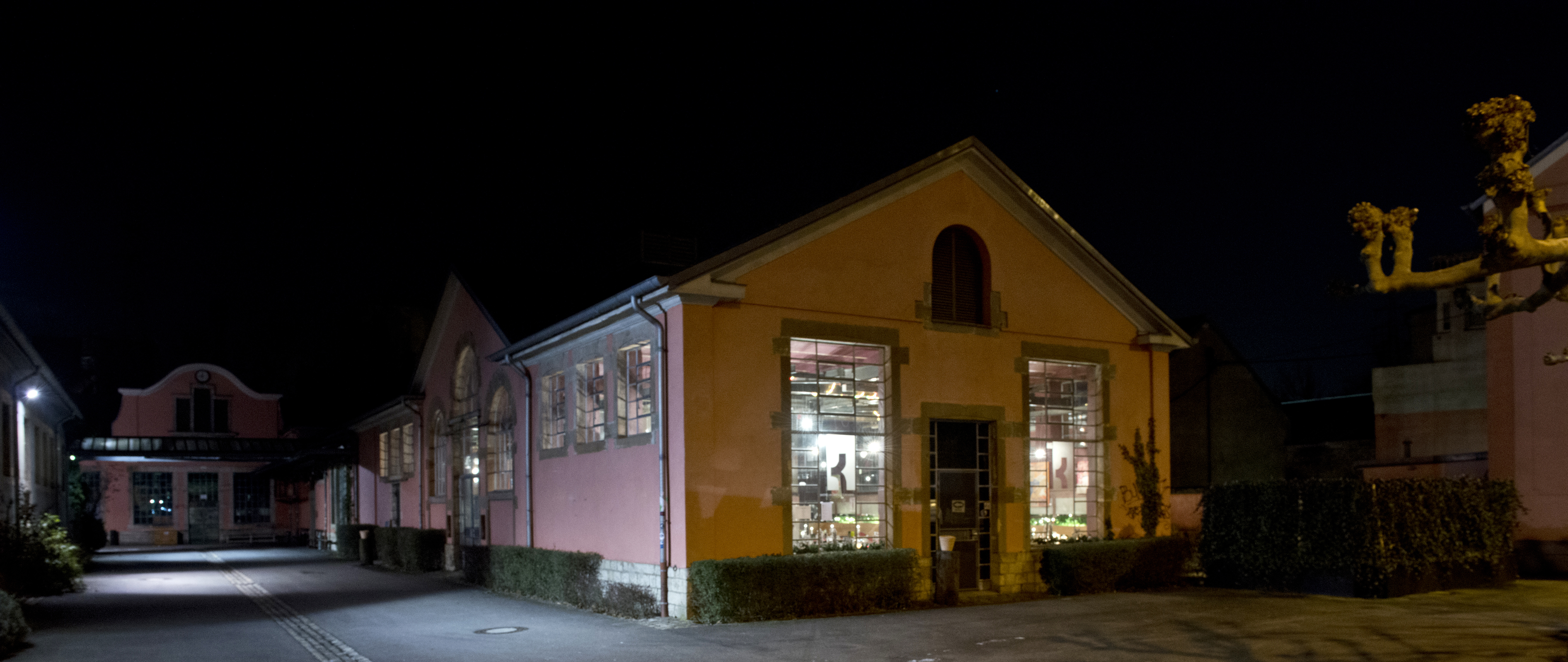
Die Kulturfabrik nachts

Die Kulturfabrik (offiziell Centre culturel Kulturfabrik) ist ein Kulturzentrum in Esch an der Alzette im Süden Luxemburgs, in den Gebäuden eines ehemaligen städtischen Schlachthofes aus dem 19. Jahrhundert.

## Geschichte

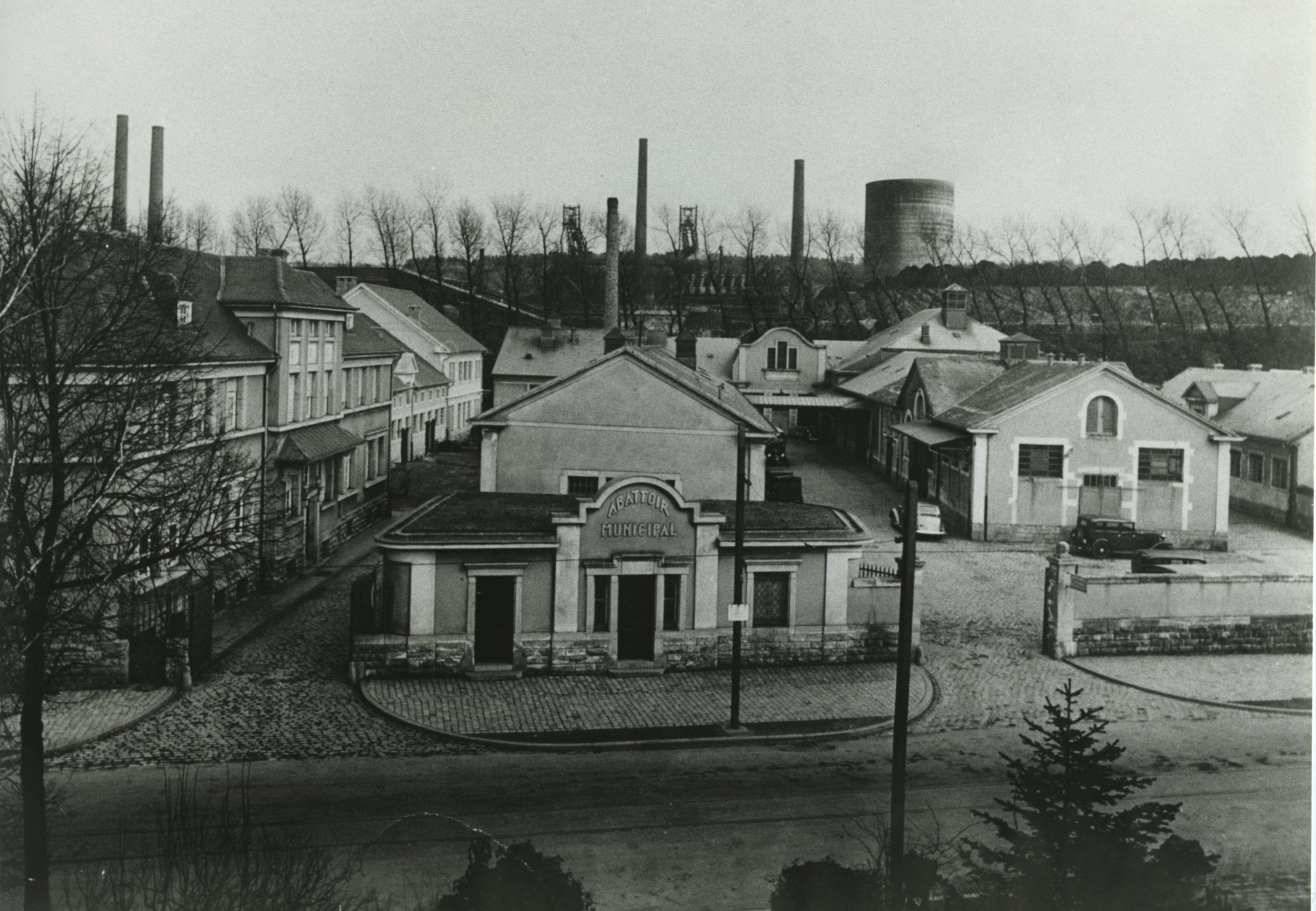
Das alte Schlachthaus von Esch an der Alzette

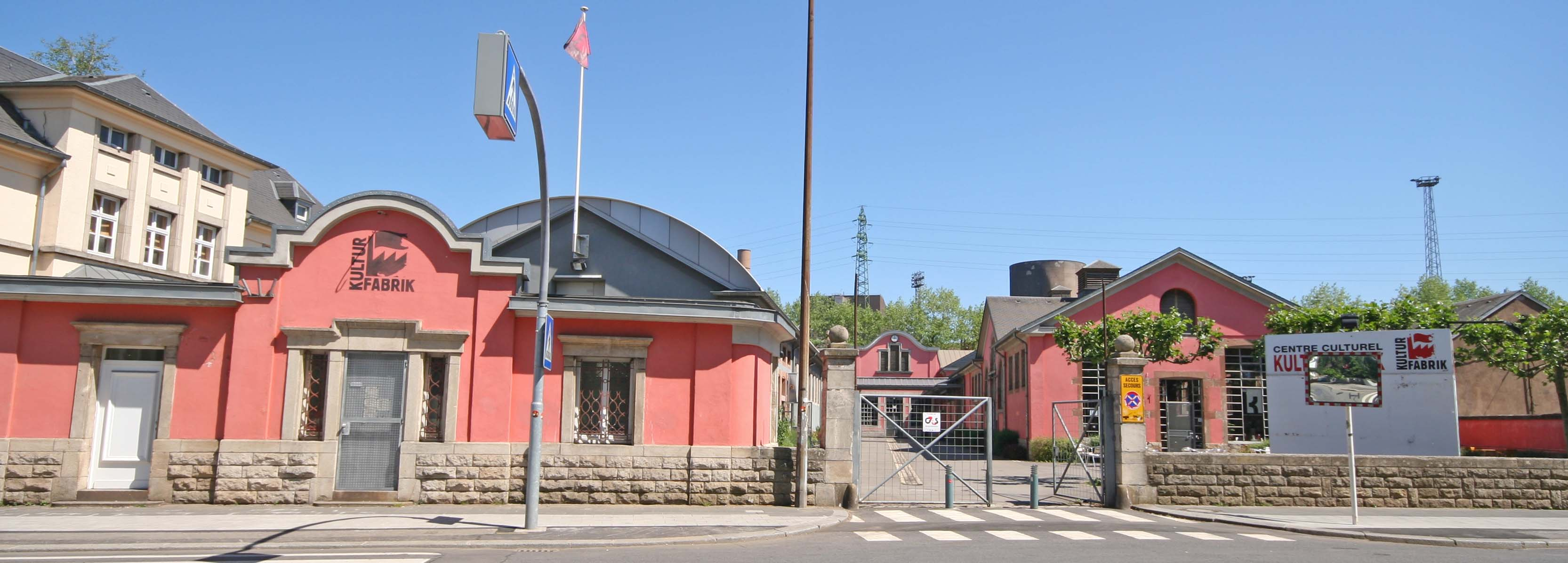
Die Kulturfabrik von der Luxemburger Straße aus gesehen

Von 1885/86 bis 1979 wurde das Gebäude als Schlachthof der Stadt Esch-Alzette genutzt. Von 1982 an begann eine Truppe von jungen Schauspielern, «Theater GmbH», damit, die bestehenden Räumlichkeiten in Probe- und Aufführungssäle umzubauen. 1983 entstand die Assoziation Kulturfabrik. Von 1984 bis 1995 wurden dort künstlerische und soziokulturelle Aktivitäten jeder Art entfaltet. Ende 1996 wurde eine Konvention zwischen Staat, Gemeinde und Kulturfabrik unterschrieben. Am 2. Oktober 1998 wurde das Kulturzentrum Kulturfabrik offiziell eröffnet.
Die Kulturfabrik ist heute ein Ort des Austausches und der Kreativität sowie ein Motor für nachhaltige Entwicklung und bietet Künstlerresidenzen.

## Ausstattung

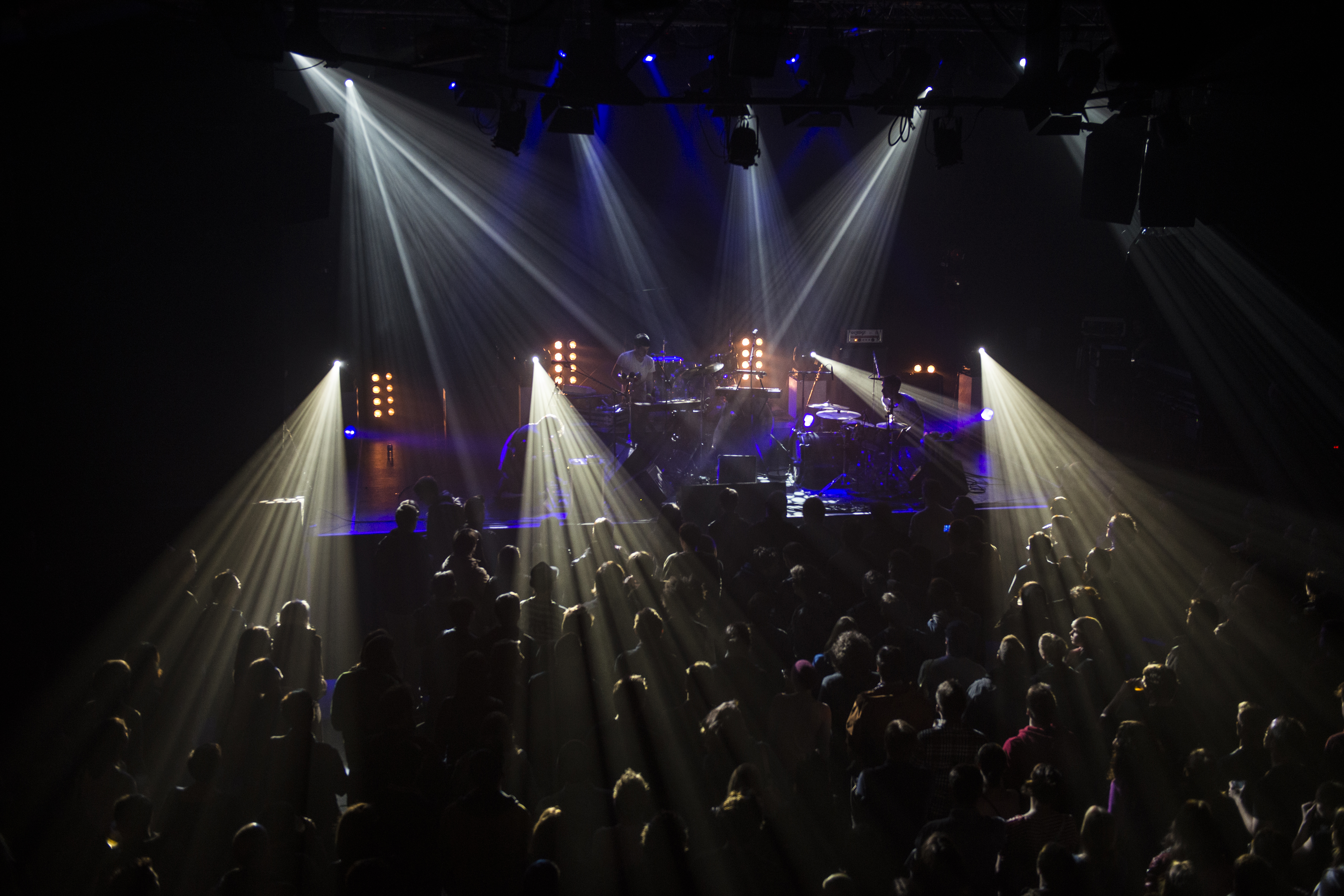
Großer Veranstaltungsraum

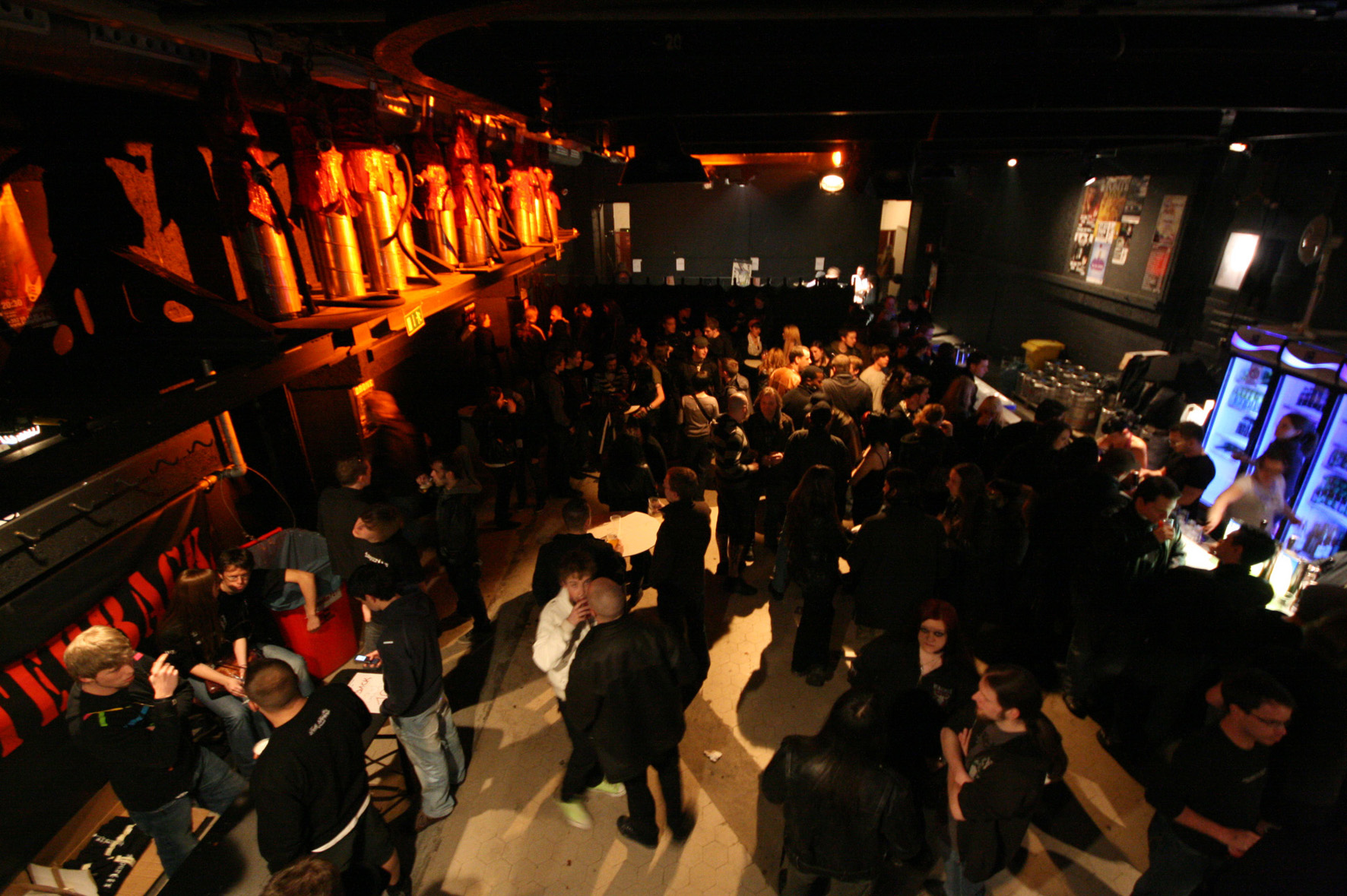
Kleiner Veranstaltungsraum

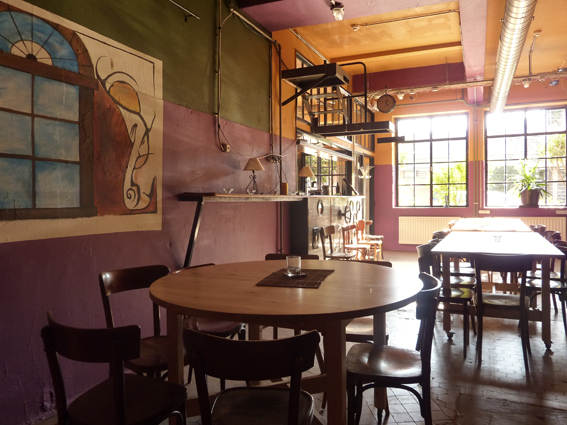
Das „Ratelach“ für literarische Abende und Kleinkunst

Die Kulturfabrik verfügt über 4500 m² Nutzfläche, die aus einem großen Veranstaltungsraum mit 950 Stehplätzen und 270 Sitzplätzen, einem kleinen Veranstaltungsraum mit 250 Stehplätzen, dem „Ratelach“ für literarische Abende und Kleinkunst mit 35 Plätzen, einer Kunstgalerie („Galerie Terres Rouges“), sechs Proberäumen für Musikgruppen und drei Räumlichkeiten für Ateliers, Workshops, Formationen und Theaterproben sowie der Keramikfabrik und zwei weiteren wichtigen Räumlichkeiten, dem Kino („Kinosch“) und dem Restaurant „K116“ bestehen.

## Netzwerke und Ausdehnung
- Luxemburgische Vereinigung dezentralisierter Kulturhäuser
- Trans Europe Halles
- Europäischer Verband der Maisons de la poésie
- Theaterföderation
- Zirkus Lothringen
- Zugelassenes Zentrum des Service national de la Jeunesse (SNJ)
- Zugelassenes Zentrum für Lehrlingsausbildung der Luxemburger Handelskammer

## Missionen
Das Kulturzentrum unterstützt einheimische und regionale Künstler, fördert Talente, künstlerische Tätigkeiten und pädagogische Projekte. Außerdem engagiert es sich für grenzüberschreitende Projekte (Festival du film italien de Villerupt, Autour de Taslima Nasreen, Regards sur le cinéma, Textes sans frontières) und ist Motor für nachhaltige Entwicklung.

## Programm
Es werden 250 Veranstaltungen pro Jahr innerhalb und außerhalb der Kulturfabrik ausgerichtet.
Das Angebot umfasst Aktuelle Musik, World Music, Theater und szenische Lesungen, neue Clowns, Film (Festival du film italien de Villerupt), Literatur und Poesie (Herausgeber der zweisprachigen Zeitschrift „Transkrit“), Konferenzen, Kongresse und Tanz- und Perkussionsworkshops.
Festivals wie Out of The Crowd Festival, FlamencoFestival Esch, AfrikaFestival Esch, Clowns In Progress und Bang Your Head finden das ganze Jahr über statt.
Die Gruppen, die in den Studios proben, sind Chief Mart’s, Mutiny on the Bounty, Artaban, Mount Stealth, Scarred und Abstract Rapture.
Folgende Künstler sind in der Kulturfabrik bereits aufgetreten: die Musikgruppen und Musiker Queens of the Stone Age, A Silver Mount Zion, Mono, Suicidal Tendencies, Monster Magnet, Motorpsycho, Apocalyptica, King’s X, The Gathering, Dream Theater, Fu Manchu, The Black Dahlia Murder, Forward Russia, Morbid Angel, Modest Mouse, Testament, Broken Social Scene, Red Sparowes, Battles, Cult of Luna, Architects, Unearth, PVT, Poison the Well, The Notwist, Clutch, The Jezabels, Parkway Drive, Tortoise, Melvins, Wax Tailor, Imogen Heap, Katatonia, IAMX, 65daysofstatic, Bolt Thrower, CocoRosie, Iron & Wine, Bonobo, Asking Alexandria, Envy, Beatsteaks, Fink, Meshuggah, Gentleman, Julian Marley, Ky-ma, Barrington Levy, Einstürzende Neubauten, Jon Spencer Blues Explosion, Sophie Hunger und Marky Ramone; die Flamenco-Künstler Manolo Franco, Marie-Josée Franco, Antonio Serrano, Andrès Pena, Pedro Ricardo Mino, Gualberto Garcia, Segundo Falcon, Patricia Guerrero, Fran Espinosa, Olga Pericet, Pastora Galván, Leonor Leal, La Tremendita, La Lupi, Javier Barón, Rafael Campallo, Fuensanta la Moneta, Belén Maya, die darstellenden Künstler Cie Les Matapeste, Calixte de Nigremont, Clowns aus Hanoï, aus Sankt-Petersburg, Francis Albiero, Isabelle Wéry, Ludor Citrik, Colette Migné, Gilles Defacques, Alan Fairbairn, Guraï et Asli, Isabelle Lemetay, Michel Deltruc, Sébastien Coste, Camille Perrin, Antoine Arlot, Didier Barrois, Julien Bogenschütz, Véronique Mougin & Michel Deltruc, Bonaventure Gacon, Alba Sarraute, Heinzi Lorenzen, Constantin Cojocaru, Marja-Leena Junker, Andrei Elek, Valéry Plancke, Elena Popa, Luc Schiltz, Josiane Peiffer, Martin Engler, Pitt Simon, Marc Baum, Soren Evinson, Claire Thill, Luc Spada, Maëlle Giovanetti, Roch-Antoine Albaladéjo, Lorène Ehrmann, Jérémie Graine, Héloïse Levain, Jean-François Wolff, die Maler, Fotografen, Künstler Diane Jodes, The’d Johanns, Sonya Schönberger, Véronique Kolber, René Gillain, Marcel Wolff, Tim Battin, Frauke Hänle & Claus Kienle, Sébastien Cuvelier, Slava Mogutin, Atelier d’Empreinte, Collectif Marges Flottantes, Yvon Lambert und Atelier créatif Jardin de Wiltz.